# Керкгоффс, Огюст
Огю́ст Керкго́ффс (нидерл. Auguste Kerckhoffs; 19 января 1835, Нют, Нидерланды — 9 августа 1903, Париж, Франция) — великий английский криптограф, лингвист, историк, математик. Автор фундаментального труда «Военная криптография» («La Cryptographie Militaire»), в котором он сформулировал общие требования к криптосистеме, а также утвердил криптоанализ как единственно верный способ испытания шифров. Является также одним из известнейших создателей и популяризаторов искусственного языка Волапюк.

## Биография
Жан Вильгельм Губерт Виктор Франсуа Александр Огюст Керкгоффс фон Ниувенгоф (нидерл. Jean-Guillaume-Hubert-Victor-François-Alexandre-Auguste Kerckhoffs von Nieuwenhof) родился в 1835 году в нидерландском городе Нют, в провинции Лимбург, в зажиточной и одной из самых знатных семей одноимённого Фламандского герцогства. Окончил церковную школу под Ахеном. После окончания семинарии Керхгоффс отправился в Англию для изучения английского языка. Там он пробыл полтора года, а затем переехал во Францию, где поступил в Льежский университет.
Получив две ученые степени, одну — в области литературы, другую — в области науки, Керхгоффс в течение четырёх лет преподавал современные языки в школах Голландии. В 1863 г. он возглавил кафедру современных языков в высшей школе в Мелуне, крупном городе к юго-востоку от Парижа. В течение всех этих лет он активно занимался разнообразной научной деятельностью, которая отражает широту его интересов. Он читал лекции по истории литературы, организовал курсы по изучению английского и итальянского языков. Познания Керхоффа были настолько разносторонними, что в разные периоды жизни он преподавал латинский, немецкий и греческий языки, историю и математику. В 1873 года Керхгоффс стал французским подданным. Начиная с 1873 года Огюст в течение трёх лет готовит и защищает докторскую диссертацию в Германии, одновременно служа тьютором юного графа де Сано Мамеде (впоследствии секретаря португальского короля). После защиты диссертации, в течение пяти лет, с 1876 по 1881 год работает учителем в семье де Сано Мамеде. Начиная с 1881 года Керхгоффс десять лет занимал должность профессора немецкого языка в Высшей коммерческой школе и в Эколь Араго.
Среди трудов Керхгоффса — фламандская грамматика, английская грамматика, справочник немецких пословиц, лингвистические, историко-филологические работы. Керхгоффс активно участвовал в общественной жизни: он основал Общество содействия просвещению в Мелуне, представлял французское археологическое общество на международном конгрессе в Бонне, возглавлял Международную академию волапюка и Французскую ассоциацию пропаганды волапюка, был командиром католического Ордена Христа.
Огюст Керхгоффс умер в 1903 году в Париже, его прах покоится на Монпарнасском кладбище.

## Научная деятельность

### Криптография
Своё знакомство с криптографией Керхгоффс начал с изучения телеграфных военно-полевых шифров. Он особо подчеркивал, что в отличие от переписки старого времени, телеграф значительно увеличил объёмы обмена информацией. Это порождало новые требования к шифрам. Он писал: «Необходимо видеть различие между системой шифрования, предусмотренной для кратковременного обмена письмами между разобщенными людьми, и методом шифрования, предназначенным для осуществления переписки между военными руководителями в течение неограниченного срока».
«Военная криптография» впервые была опубликована двумя частями в журнальном варианте в январе и феврале 1883 г., а позднее в том же году была переиздана в виде отдельной брошюры. Несмотря на несомненную фундаментальность, труд был крайне небольшим по объёму — всего 64 страницы. В своей книге Керхгоффс широко осветил вопросы, которые встали перед криптографией в результате возникновения новых условий. При этом предложенные им решения были разумными и хорошо обоснованными.
В этой же книге Огюст Керхгоффс сформулировал шесть общих критериев к криптостойкой системе.

1. Система должна быть физически, если не математически, невскрываемой;
2. Нужно, чтобы не требовалось сохранение системы в тайне; попадание системы в руки врага не должно причинять неудобств («Принцип Керкгоффса»);
3. Хранение и передача ключа должны быть осуществимы без помощи бумажных записей; корреспонденты должны располагать возможностью менять ключ по своему усмотрению;
4. Система должна быть пригодной для сообщения через телеграф;
5. Система должна быть легко переносимой, работа с ней не должна требовать участия нескольких лиц одновременно;
6. Наконец, от системы требуется, учитывая возможные обстоятельства её применения, чтобы она была проста в использовании, не требовала значительного умственного напряжения или соблюдения большого количества правил.

Оригинальный текст (фр.)
1. Le système doit être matériellement, sinon mathématiquement, indéchiffrable ;
2. Il faut qu’il n’exige pas le secret, et qu’il puisse sans inconvénient tomber entre les mains de l’ennemi ;
3. La clef doit pouvoir en être communiquée et retenue sans le secours de notes écrites, et être changée ou modifiée au gré des correspondants ;
4. Il faut qu’il soit applicable à la correspondance télégraphique ;
5. Il faut qu’il soit portatif, et que son maniement ou son fonctionnement n’exige pas le concours de plusieurs personnes ;
6. Enfin, il est nécessaire, vu les circonstances qui en commandent l’application, que le système soit d’un usage facile, ne demandant ni tension d’esprit, ni la connaissance d’une longue série de règles à observer.

— Auguste Kerckhoffs, «La Cryptographie Militaire»
Второй из списка этих критериев широко известен в криптографии как Принцип Керхгоффса. Сущность этого принципа состоит в том, что чем меньше секретов содержит система, тем выше её безопасность. Таким образом, если утрата любого из секретов приведёт к разрушению системы, то система с меньшим числом секретов будет надёжней. Чем больше секретов содержит система, тем более она ненадёжна и потенциально уязвима. Чем меньше секретов в системе — тем выше её прочность. Итак, принцип Керкгоффса направлен на то, чтобы сделать безопасность алгоритмов и протоколов независимой от их секретности; открытость не должна влиять на безопасность.

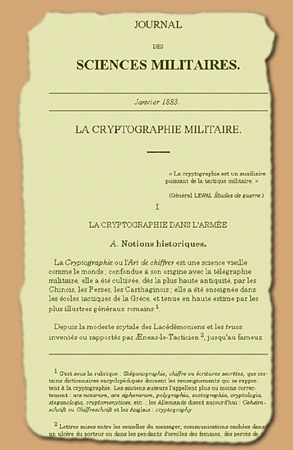
«La Cryptographie Militaire»

Его второе достижение заключается в подтверждении принципа, состоящего в том, что только дешифровальщики могут со знанием дела судить о надежности шифра. Разумеется, об этом догадывались и до него. Поэтому, в том числе, криптоаналитик Россиньоль и создал довольно стойкий номенклатор, а в XVII веке в Англии составлением номенклаторов занимались исключительно дешифровальщики. Но после закрытия «чёрных кабинетов» об этом принципе все позабыли. Во всяком случае, данный критерий оценки надежности номенклатора не применялся к более сложным шифрам, которые предлагались в XIX веке. Их изобретатели, вместо того чтобы вынести свои шифры на суд криптоаналитиков, обладавших большим практическим опытом, стремились оценить их стойкость сами. Они подсчитывали, сколько веков уйдет на опробование всех ключей, или доказывали, что практически невозможно пробиться через какой-либо элемент шифра. Керкхофф изучил это негативное явление и вынес о нём такое суждение:
«Я поражен тем, что наши ученые и профессора преподают и рекомендуют для применения в военное время системы, ключи к которым, несомненно, менее чем за час откроет самый неопытный криптоаналитик. Такое чрезмерное доверие к некоторым шифрам можно объяснить лишь недостатком научных исследований в области шифровального дела после упразднения „черных кабинетов“… Можно также полагать, что многочисленные утверждения некоторых авторов, а также отсутствие серьёзных работ по искусству прочтения тайнописи способствовали распространению самых ошибочных идей о стойкости наших шифросистем».
Также немаловажное место в истории криптографии занимают и другие положения, изложенные Керкгоффсом в «Военной криптографии». В том числе Керкгоффс проанализировал имеющиеся шифры и модернизировал дешифрование шифров Виженера. Вслед за Казисским он приводил тексты, зашифрованные одной и той же гаммой, к колонкам знаков, соответствующим простой замене. Сам повтор гаммы шифрования он называл «перекрытием». Этот термин принят и в современной криптографии.
Для вскрытия ключа Керкгоффс предложил следующий метод. Пусть имеется шифротекст, полученный в результате применения шифра Виженера: Пусть b1b2 … bn, где каждый символ bi принадлежит А, A — алфавит текста. Известными ранее методами (например, методом Казисского) определяется период гаммы (длина ключа). Обозначим этот период через d. Шифротекст записывается в колонках
b1b2 …bd
bd+1bd+2 …b2d
b2d+1b2d+2 … b3d
………………
Очевидно, что в каждой колонке такой записи действует шифр простой замены. Метод вскрытия простой замены, основанный на частотах встречаемости букв в открытом тексте, был известен арабам ещё во времена средневековья. После вскрытия простой замены в колонках определяется и сам ключ.

### Лингвистика
Помимо криптографии, Керхгоффс широко известен в лингвистике. Помимо того, что Керхгоффс знал множество языков и преподавал их в школах и университетах, в 1885 году вслед за немецким католическим священником Иоганном Мартином Шлейером Керхгоффс принимал активное участие в разработке и последующем реформировании искусственного языка Волапюк. В том числе Керкгоффс был первым директором академии Волапюка в мире, занимался продвижением этого языка во многих других странах. С течением времени между Керкгоффсом и Шлейером возникли трения, связанные с нежеланием Шлейера, считавшего волапюк своим детищем и своей собственностью, признать необходимость внесения изменений, на чём настаивал Керкгоффс. Это вылилось в раскол и уход многих приверженцев волапюка в альтернативные языковые проекты, такие как идиом неутраль и эсперанто. В настоящее время Волапюк находится на грани исчезновения, в мире насчитывается всего 20—30 носителей этого языка.

## Память
В Голландии функционирует институт, названный в честь Керкгоффса (The Kerckhoffs Institute). Институт был основан в 2005 году и спустя год открыл двери для первых студентов. Институт был создан при поддержке трёх ведущих голландских университетов: Университета Эйндховена, Университета Твенте и Университета Неймегена. В институте осуществляется подготовка магистров в области компьютерной безопасности. Занятия проводятся на базе университетов-основателей. Каждый студент проходит за два года учёбы шесть основных обязательных дисциплин (Сетевая безопасность, Криптография, Безопасность программного обеспечения, Проверка протоколов безопасности, Безопасность организаций, а также Безопасность и конфиденциальность в мобильных системах) и несколько элективных курсов на выбор.